# Dommelen
Dommelen is een kerkdorp gelegen in de streek de Kempen, provincie Noord-Brabant en is onderdeel van de gemeente Valkenswaard. Tot 1934 was Dommelen een zelfstandige gemeente. Dommelen is vooral bekend dankzij de daar gevestigde Dommelsch brouwerij. Verder is vermeldenswaard de Dommelse Watermolen, een oude watermolen en het dorpscafé De Oranjeboom met boerderijgedeelte van het langgeveltype met dwarsdeel uit 1825 waar de brouwerij ooit is begonnen. Dommelen ontleent zijn naam aan de rivier de Dommel, waaraan de watermolen gelegen is. In 2007 telde Dommelen 9387 inwoners. Dommelen heeft geen eigen postcode en plaatsnaam in het postcodeboek, voor de postadressen ligt Dommelen daarom 'in' Valkenswaard.

## Geschiedenis

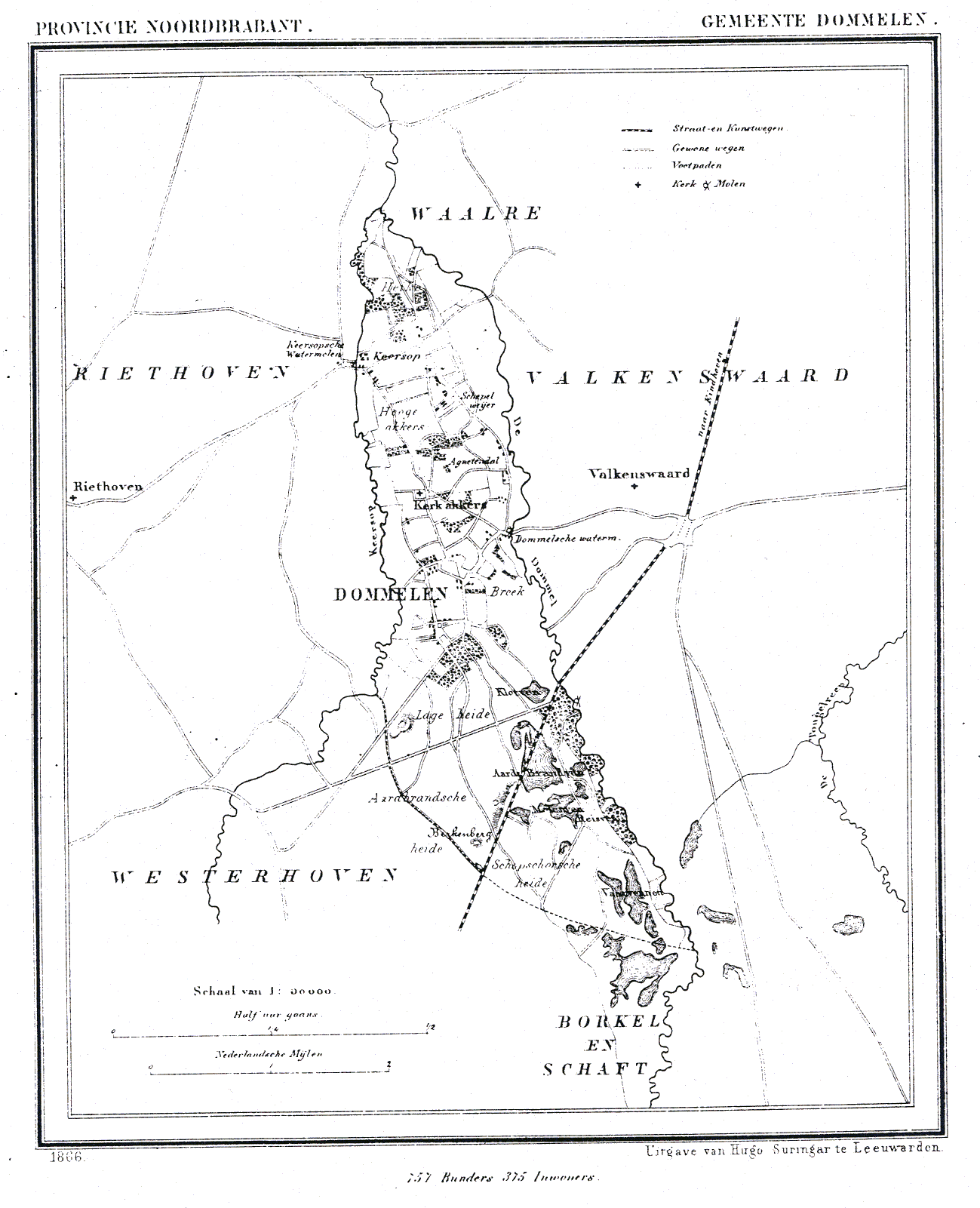
Dommelen in 1866

Dommelen omvat het grondgebied tussen de Dommel en de Keersop. De huidige dorpskern bestaat uit het samenkomen van de gehuchten De Berg, Het Hof, De Keersop, De Papenhoek, De Heij en De Groenstraat. Vanaf 1970 zijn vele nieuwbouwwijken tussen de oorspronkelijke gehuchten verrezen.
De oudste nederzetting gelegen naast de Kerkakkerstraat ontstond in de 7e eeuw en breidde zich tot de 10e eeuw uit tot 3 a 4 boerderijen. De bewoning duurt tot in de 11/12de eeuw. Op de plaats van dit oude nederzettingsterrein werd een begraafplaats aangelegd waarop een houten en later een bakstenen kapel wordt opgericht. Tijdens het "Kempenproject" is een groot gedeelte van de akkers waarop later de wijk De Kerkakkers werd gebouwd archeologisch onderzocht. Tijdens deze opgravingen werden resten gevonden van tweede middeleeuwse nederzettingen. In westelijke richting naar de Keersop ontstond de tweede nederzetting met maximaal drie boerderijen. Deze bewoning begon rond 1050 en duurde tot de 13e eeuw. De boerderij uit de jongste nederzetting dateert uit de periode 1125-1175. Deze ‘hove’ wordt gezien als geografisch middelpunt voor de benaming van de gehuchten Westerhoven en Geenhoven.
Ook de Dommelse Watermolen kent haar ontstaan in deze periode. Gedurende de restauratie werkzaamheden in 1976 werd de ouderdom van de molen aan de hand van opgegraven paalfunderingen op 1175-1275 jaar geschat. Dit komt overeen met andere watermolens gelegen aan de Dommel zoals de Venbergse Watermolen (+/-1222). De eerste schriftelijke vermelding wordt tussen 1300-1350 aangetroffen in het Boek der Leenmannen van de Hertog van Brabant. Hierin wordt gesproken over ene Arnold van Dommelen die de molen in leen hield van de Hertog. Op 1 april 1422 verhuurt Goijaart Smeeds, namens Hendrick van Ranst – heer van Boxtel en Liempde- de watermolen aan Jan Henrix Model Houbraken.
In 1331 legt Hertog Jan II van Brabant de Oost grens vast aan de inwoners van de dorpen Bergeijk en Westerhoven waaronder ook Dommelen onder viel.
De volgende schriftelijke overleveringen vinden we terug in het "Cijnsboek van de Hertog voor de Meijerij van 's Hertogenbosch" van 1340. Hierin wordt "Sceepleyde in Dommelen" genoemd in de geschriften bijhorende bij het cijnsdorp Eersel. Uit deze bron valt op te maken dat Dommelen in 1340 onderdeel uitmaakte van Eersel en dat Eersel op haar beurt onder de "Eninge" van de Kempen viel. Deze relatie brengt ons terug naar het jaar 1203 wanneer de Hertog van Brabant en de Graaf van Gelre dit gebied meester maakte. Dommelen maakte vanaf 1203 deel uit van het Hertogdom Brabant en stond voor die tijd onder gezag van de Hertog van Gelre.
Op 20 december 1464 schrijft Philips de Goede, hertog van Bourgondie aan ‘onse goede lieden ende ondersaeten ons dorps van Dommelen’ de grenzen van hun dorp. Het origineel van deze brief is echter niet meer aanwezig maar er is een officiële en gezegelde kopie, die enkele Eindhovense schepenen in 1599 hebben laten opstellen.
Op bestuurlijk gebied behoorden de dorpen Bergeijk, Westerhoven en Riethoven tot 1468 tot de schepenbank van Eersel. De schepenen werden benoemd door de hertog van Brabant. De kwartierschout van Kempenland of diens plaatsvervanger had de leiding over de schepenbank. In 1468 verleende Karel de Stoute aan Bergeijk een eigen schepenbank met vrijheidsrechten. De vrijheid of schepenbank van Bergeijk bestond uit de dorpen Bergeijk, Westerhoven, Riethoven, Borkel en Schaft en Dommelen.
Dommelen was onderdeel van de heerlijkheid Bergeijk, maar in 1561 werd Dommelen als heerlijkheid verkocht aan Huibrecht/Hubert van der Clusen. In 1648 kwam Dommelen onder gezag van de Staten-Generaal die vertegenwoordigd werd door de kwartierschout van Kempenland.
Het jaar 1702 vormde een dieptepunt, daar Dommelen tijdens de Spaanse Successieoorlog geplunderd werd door Staatse troepen en later door Franse en Spaanse troepen. De laatste hebben ook menig huis gedestrueerd en zelfs een clocke uyt het clockhuys weggenomen. Bestaansmiddelen werden gestolen of vernield en huizen in brand gestoken.
In 1825 was er een brand waarbij vijf huizen werden verwoest, maar deze had niets met oorlogshandelingen te maken.             
In de 18e of begin 19e eeuw kreeg de gemeente een eigen raadhuis, maar daarover is vrijwel niets bekend. In 1919 werd een nieuw gemeentehuis geopend op de plaats van het oude.
De brouwerij had sedert 1913 een eigen elektriciteitsvoorziening, waarvan ook het burgemeestershuis, de pastorie en de kerk profiteerde. Hierdoor aangemoedigd kocht de smed van Dommelen een oude gasmotor in Borkel en Schaft en begon een eigen lichtcentrale die tot 1920 heeft gefunctioneerd. Toen werd het dorp op het net van de PNEM aangesloten.
Reeds in 1922 was er sprake van annexatie, waarbij eerst van samenvoeging met Riethoven, en later met Valkenswaard sprake was. Uiteindelijk werd Dommelen in 1934 door Valkenswaard geannexeerd.

### Kerkelijke geschiedenis
Tot 1444 behoorde Dommelen, Borkel en Schaft, Westerhoven, Riethoven en Luyksgestel bij de Bergijkse Sint-Petrus parochie. In 1444 splitste deze parochie en werd Westerhoven de moederparochie met nevenkapellen in Dommelen, Borkel en Schaft.
Daaropvolgend kreeg Dommelen een eigen kapel met een rector. Het gotische gebouw werd tussen 1440 en 1460 opgericht op de Kerkakkers in het dal van de Keersop, meer dan een kilometer ten noordwesten van de huidige kerk. Archeologisch onderzoek in 1978 bevestigt deze veronderstelling en schat het ontstaan van de kerk tussen 1400-1460. Uit aantekeningen van de pastoor Van den Biggelaar blijkt dat de kerk slechts over een klein torentje beschikte dat in 1853 werd gesloopt. Los van de kerk stond tevens een luihuis waarin twee klokken hingen, die later naar de nieuwe kerk werden overgebracht.
Op 12 juni 1452 stelde Willem de Bruheze, een toenmalig feodaal heer, een huis en hof met land op het Laer onder Dommelen beschikbaar. Kort daarop gaan er zusters uit Achel naartoe en op 2 maart 1453 verkrijgt het huis de goedkeuring van bisschop Jan van Heinsberg.
In 1565 werd Dommelen een zelfstandige parochie, gewijd aan de Heilige Martinus. Naar deze kerk zijn opgravingen verricht in 1981. De fundamenten zijn sindsdien zichtbaar gemaakt. Een klokkentoren bevond zich naast de kerk.
Vanaf 1648 kwam deze kerk aan de hervormden, die het gebouw vanwege hun geringe aantal niet konden onderhouden. De katholieken kerkten in de kloosterkapel van Agnetendal tot 1716, toen de zusters hun klooster moesten verlaten. Daarna konden de katholieken de kloosterkerk als schuurkerk blijven gebruiken, waartoe het torentje verwijderd diende te worden.
In 1798 kregen de katholieken hun kerk weer terug, maar pas in 1821 kon ze weer worden gebruikt. De oude kloosterkapel werd toen gesloopt. In 1879 besloot men een nieuwe kerk te bouwen, daar de oude kerk opnieuw bouwvallig was geworden. Er was nog enige ruzie over de plaats van de nieuwe kerk, want ook hier ontwikkelde zich het dorpscentrum op een andere plaats dan waar de kerk had gestaan. De nieuwe neogotische kerk werd ontworpen door Hendrik Jacobus van Tulder en in 1884 ingewijd.
In deze kerk zijn de altaarrelikwieën van de oude kerk en ook een aantal liturgische gebruiksvoorwerpen en gewaden werden naar de nieuwe kerk overgebracht, terwijl er ook enkele gebrandschilderde ramen kwamen. De kerk had ook een Mariabeeld uit 1750 en een middeleeuws kruisbeeld. Pastoor Bolsius liet omstreeks 1920 een pastorietuin aanleggen die ook nu nog bestaat en waarin enkele monumentale bomen te zien zijn.
Tijdens de Tweede Wereldoorlog werden de klokken in 1943 door de bezetter gestolen, waaronder die uit 1565 en 1713. Nieuwe klokken kwamen er in 1949. In 1950 kwam er ook een orgel dat gebouwd was door de firma Verschueren uit Heythuysen. Na 1965 werden nieuwe glas-in-loodramen aangebracht, gemaakt door René Smeets. In 1988 vond opnieuw een restauratie plaats.

### Economische geschiedenis
Dommelen is lange tijd zeer klein en arm geweest: de landbouw bracht niet veel op want de bodem was onvruchtbaar. Het dorp heeft lange tijd niet meer dan een paar honderd inwoners geteld.
In 1806 was er nog geen enkele industriële activiteit, afgezien van de brouwerij van de familie Snieders, de latere Dommelsche brouwerij. De meeste dorpen hadden toen wel een of meer brouwerijen, maar deze brouwerij zou uiteindelijk gaan expanderen. Ook waren er enkele thuiswevers.
De meeste overige bedrijvigheid ontstond tegen het eind van de negentiende eeuw. Het ging hierbij onder meer om klompenmakerijen, waarvan een der oudste die van W. Jansen was, die in 1890 werd opgericht. Later ontstond ook nog een stoomklompenfabriek, waarvan M. Verschuren de eigenaar was. De klompen werden gemaakt van wilgenhout, dat van de boeren werd betrokken.
Omstreeks 1900 vestigde zich in Dommelen de wasblekerij van Jan van Lieshout, die in 1885 te Riethoven begonnen was. Aangezien in Valkenswaard veel imkers waren, kon hij gemakkelijk aan de grondstof komen. Deze werd eerst gesmolten en gezeefd om onzuiverheden, zoals dode bijen, te verwijderen. Het donkerbruine product werd op bleektafels gelegd, waar de was gebleekt werd door het zonlicht. De nu crème-kleurige stof werd opnieuw gesmolten en in vormen gegoten om aan kaarsenmakers verkocht te worden. Vanaf 1918, toen neef Willem Rombauts in het bedrijf kwam werken, ging men zelf kaarsen maken. Deze werden oorspronkelijk handmatig gemaakt en later machinaal. De afnemers waren vroeger kerkelijke instellingen en later vooral horeca-bedrijven. De fabriek werd in 2004 gesloten en het bedrijf in gewijzigde vorm voortgezet. Het gebouw bestaat nog steeds.
De boterfabriek De boterbloem stopte reeds in 1900. Ook bestond nog een sigarenfabriek Lidova (Van Lieshout-Dommelen-Valkenswaard) en een meubelfabriek van Dries van de Eijnden, die omstreeks 1914 functioneerde, maar later failliet ging, waarop in hetzelfde gebouw nog korte tijd de schoensmeerfabriek Pio was gehuisvest.
In 1913 kreeg Dommelen elektriciteit, nog voordat Valkenswaard op het net was aangesloten. Dit kwam doordat de Dommelsche bierbrouwerij een eigen elektriciteitsvoorziening had, waarop het dorp werd aangesloten.
Ondertussen groeide Dommelen van 300 inwoners in 1900 naar 702 inwoners in 1934. Dit kwam mede door de groei en de industrialisatie van het naburige Valkenswaard. Na de jaren 60 van de 20e eeuw begon Valkenswaard ook in Dommelen nieuwbouwwijken te bouwen, waarbij zowel het dal van de Dommel als dat van de Keersop werden aangetast. Een verdere aantasting vormde de aanleg van het Eurocircuit ten zuiden van Dommelen.

## Bezienswaardigheden
- De Sint-Martinuskerk, een neogotische kerk uit 1884, met gebrandschilderde ramen, 19e-eeuwse heiligenbeelden en een aantal oudere voorwerpen, zie bij de geschiedenis.
- Mariakapel in het Brouwersbos. Deze kapel werd in 1957 ingewijd. Ze bevat een Mariabeeld dat door René Smeets is vervaardigd. De kapel werd gebouwd als dank omdat Dommelen niet erg door het oorlogsgeweld was beschadigd.
- Oude kloostermuur, die een restant is van het Franciscanessenklooster Agnetendal. Hier is ook een pastorie uit 1815 te vinden, met de benaming: Huize Agnetendal, alsmede enkele bijgebouwen waarin sedert 1910 lange tijd een wasblekerij en kaarsenmakerij was gevestigd.
- Dommelse Watermolen, een oude watermolen op de Dommel op Bergstraat 1.
- Voormalig dorpscafé De Oranjeboom aan de Westerhovenseweg 2 is een langgevelboerderij waar de Dommelsche Bierbrouwerij is begonnen.

## Natuur en landschap
Het oorspronkelijke grondgebied van Dommelen is niet groot: slechts 750 ha. Het ligt ingeklemd tussen de Dommel en de Keersop, welke beide een mooi rivierdal hebben, hoewel de nieuwbouwwijken soms zeer dicht tegen de oevers aan gebouwd liggen.
Vooral het Dommeldal ten zuiden van Dommelen zal in de nabije toekomst een meer ecologisch gericht beheer krijgen, waar tot dan toe door intensieve landbouw een sterke eutrofiëring had plaatsgevonden. Er waren nog slechts enkele schrale gebiedjes over, terwijl ook sommige sloten die met kwelwater werden gevoed nog interessante plantensoorten konden tonen, zoals klimopwaterranonkel. Er jagen vele vleermuissoorten en ook de ijsvogel leeft langs de Dommel. Verder van de Dommel verwijderd komt aan de westzijde, aan weerszijden van de Venbergseweg, een langgerekt bedrijventerrein. De landbouw in het Dommeldal zal extensiever worden. Ook zal er sprake zijn van een waterbergingsgebied of inundatiezone.
De Dommelse bossen, die eigendom zijn van de gemeente Valkenswaard, vormen een naaldbos van 59 ha, met enkele stukjes loofbos. Dit gebied heet ook wel: Aardbrandse Heide. Het wordt veel gebruikt voor recreatie, omdat het vlak bij een druk recreatiecentrum ligt.
Landschappelijk zijn de Dommelse Watermolen en de, op Valkenswaards gebied gelegen, Venbergse Watermolen, van groot belang. De Keersoppermolen bestaat niet meer.

## Geboren in Dommelen
- Levi van der Heijden (1986), voetballer
- Lotte Horlings (1979), (stem)actrice
- Alexander Merkx (1994), darter

## Nabijgelegen dorpen
- Riethoven
- Valkenswaard
- Westerhoven